# Clássico do Sertão (Bahia)
Clássico do Sertão é o confronto clássico entre o Alagoinhas Atlético Clube e o Fluminense de Feira Futebol Clube, dois clubes de futebol do estado brasileiro da Bahia. Em 2009, o clássico teve lugar fora das competições estaduais, mais precisamente, no grupo A5 da Série D nacional, pela qual os dois clubes se enfrentaram por duas vezes. Em 2015, o resultado do clássico significou o acesso à Primeira Divisão Estadual de 2016 para o Touro do Sertão, abandonando o rival na Segundona Baiana.

## Confrontos recentes
| Data                    | Mandante               | Placar | Visitante              | Estádio                  | Público | Competição            |                            |
| ----------------------- | ---------------------- | ------ | ---------------------- | ------------------------ | ------- | --------------------- | -------------------------- |
| 22 de janeiro de 2020   | Atlético de Alagoinhas | 2 – 2  | Fluminense de Feira    |                          |         | Primeira Divisão 2020 | [carece de fontes?]        |
| 14 de junho de 2015     | Fluminense de Feira    | 2 – 1  | Atlético de Alagoinhas | Estádio Jóia da Princesa | 9 183   | Segunda Divisão 2015  | súmula borderô             |
| 26 de abril de 2014     | Atlético de Alagoinhas | 0 – 0  | Fluminense de Feira    |                          |         | Segunda Divisão 2014  | [ 5 ]                      |
| 27 de janeiro de 2013   | Fluminense de Feira    | 0 – 0  | Atlético de Alagoinhas | Estádio Alberto Oliveira | 1 378   | Baiano 2013           | súmula borderô             |
| 29 de janeiro de 2012   | Atlético de Alagoinhas | 3 – 0  | Fluminense de Feira    | Estádio Mariano Santana  | 1 098   | Baiano 2012           | súmula borderô             |
| 1º de abril de 2012     | Fluminense de Feira    | 1 – 1  | Atlético de Alagoinhas | Estádio Joia da Princesa | 556     | Baiano 2012           | súmula borderô             |
| 2 de março de 2011      | Atlético de Alagoinhas | 1 – 1  | Fluminense de Feira    | Estádio Antônio Carneiro | 2 982   | Baiano 2011           | súmula borderô             |
| 26 de janeiro de 2011   | Fluminense de Feira    | 1 – 2  | Atlético de Alagoinhas | Estádio Joia da Princesa | 1 267   | Baiano 2011           | súmula borderô             |
| 17 de outubro de 2010   | Fluminense de Feira    | 0 – 1  | Atlético de Alagoinhas | Estádio Joia da Princesa |         | Copa Governador 2010  | [carece de fontes?]        |
| 26 de setembro de 2010  | Atlético de Alagoinhas | 1 – 0  | Fluminense de Feira    | Estádio Antônio Carneiro |         | Copa Governador 2010  | [carece de fontes?]        |
| 28 de fevereiro de 2010 | Fluminense de Feira    | 0 – 1  | Atlético de Alagoinhas | Estádio Joia da Princesa | 1 174   | Baiano 2010           | movimento[ligação inativa] |
| 24 de janeiro de 2010   | Atlético de Alagoinhas | 0 – 1  | Fluminense de Feira    | Estádio Antônio Carneiro | 2 036   | Baiano 2010           | movimento[ligação inativa] |
| 2 de agosto de 2009     | Atlético de Alagoinhas | 1 – 2  | Fluminense de Feira    | Estádio Antônio Carneiro | 1 326   | Série D 2009          | [ 6 ]                      |
| 12 de julho de 2009     | Fluminense de Feira    | 3 – 0  | Atlético de Alagoinhas | Estádio Joia da Princesa | 705     | Série D 2009          | [ 7 ]                      |